# أخصائي الإصابات والتأهيل
أخصائي الإصابات والتأهيل أو المعالج الرياضي هو الخريج الجامعي الذي الحاصل على درجة البكالوريوس أو الدراسات العليا في تخصص علوم الصحة الرياضية أو العلوم الحيوية والصحية الرياضية، من كليات التربية الرياضية أو كليات علوم الرياضة أو كليات التربية البدنية وعلوم الرياضة، بعد التخرج يتقدم الخريج للحصل على الترخيص بمزاولة المهنة ويعطى الخريج درجة مساعد أخصائي أو أخصائي أو استشاري إصابات وتأهيل من نقابة الإصابات والتأهيل وذلك بعد اجتياز امتحان مزولة المهنة من النقابة، ويشمل دور اختصاصيين الإصابات والتأهيل ليس فقط في مراكز الإصابات والتأهيل والأندية الصحية ولكن أيضاً في المراكز الصحية والمؤسسات الرياضية المختلفة ووحدات التأهيل بالمجمعات الطبية، ومستشفيات التأهيل، وبالإضافة إلى ذلك تثقيف المرضى والناس حول مختلف الظروف الصحية المتعلقة بالصحة الرياضية.

## التخصص الوظيفي في المجال الرياضي

### التخصصات الفرعية في علوم الصحة الرياضية[2][3]
- أخصائي الإصابات والتأهيل
- أخصائي الإصابات والتأهيل الرياضي
- أخصائي التغذية الرياضية
- المعالج الرياضي
- مدرس التربية البدنية والصحية

### التخصصات الفرعية في علم النفس الرياضي
- أخصائي نفسى رياضي
- أخصائي النفسي التربوي الرياضي

### التخصصات الفرعية في التدريب الرياضي
- مدرب رياضي (في إحدى الألعاب الرياضية)
- مدرب اللياقة البدنية
- مخطط الأحمال التدريبية

### التخصصات الفرعية في الإدارة الرياضية[4][5]
- إداري رياضي في المؤسسات الرياضية
- إعلامي رياضي
- مسؤول تسويق رياضي

### التخصصات الفرعية في التدريس الرياضي
- مدرس (معلم) التربية الرياضية